# Liste der Biografien/Perv
Liste der Biografien |
Portal Biografien |
Personensuche
# |
A |
B |
C |
D |
E |
F |
G |
H |
I |
J |
K |
L |
M |
N |
O |
P |
Q |
R |
S |
T |
U |
V |
W |
X |
Y |
Z |
?
 
Pa |
Pc |
Pe |
Pf |
Ph |
Pi |
Pj |
Pk |
Pl |
Pm |
Pn |
Po |
Pr |
Ps |
Pt |
Pu |
Pv |
Pw |
Py
 
Pea |
Peb |
Pec |
Ped |
Pee |
Pef |
Peg |
Peh |
Pei |
Pej |
Pek |
Pel |
Pem |
Pen |
Peo |
Pep |
Peq |
Per |
Pes |
Pet |
Peu |
Pev |
Pew |
Pex |
Pey |
Pez
 
Pera |
Perb |
Perc |
Perd |
Pere |
Perf |
Perg |
Perh |
Peri |
Perj |
Perk |
Perl |
Perm |
Pern |
Pero |
Perp |
Perq |
Perr |
Pers |
Pert |
Peru |
Perv |
Perw |
Pery |
Perz
Die Liste der Biografien führt alle Personen auf, die in der deutschsprachigen Wikipedia einen Artikel haben. Dieses ist eine Teilliste mit 12 Einträgen von Personen, deren Namen mit den Buchstaben „Perv“ beginnt.

## Perv

### Perva
- Pervan, Pavao (* 1987), österreichischer Fußballtorwart
- Pervan, Slavko (1936–2024), jugoslawischer Balletttänzer und -choreograph
- Pervane († 1277), anatolisch-seldschukischer Politiker

### Perve
- Perver, Canan (* 1962), türkische Schauspielerin
- Pervers, Aische (* 1986), deutsche PornodarstellerinAische Pervers (* 1986)

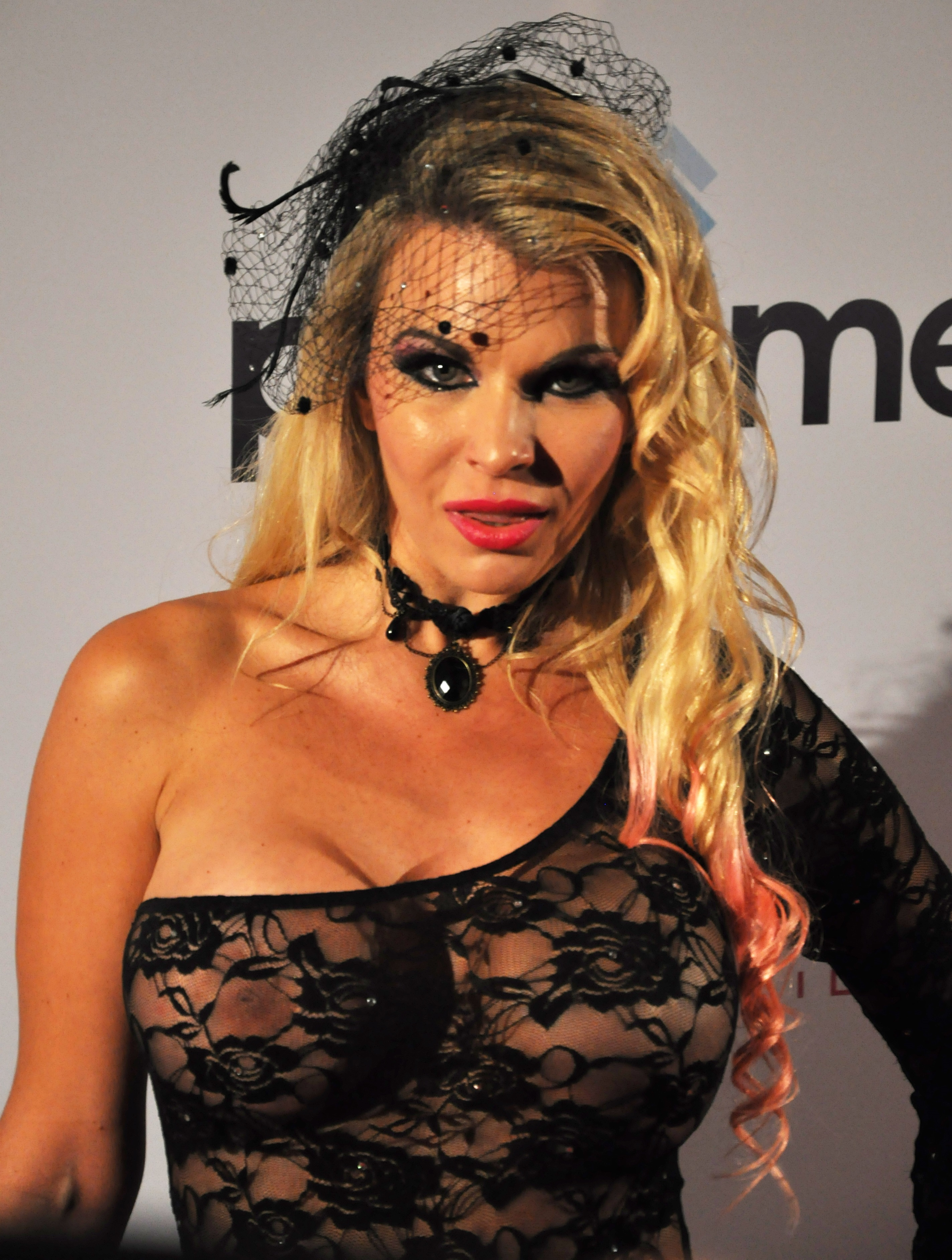
Aische Pervers (* 1986)

- Perversi, Luigina (1914–1983), italienische Turnerin
- Pervert, Bronze Age (* 1980), pseudonyme Internetpersönlichkeit
- Perverz (* 1987), deutscher Rapper und Labelbetreiber

### Pervi
- Pervik, Aino (1932–2025), sowjetische bzw. estnische Schriftstellerin und Übersetzerin
- Pervis, François (* 1984), französischer Bahnradsportler
- Pervizaj, Albon (* 1995), deutscher Boxer

### Pervo
- Pervolarakis, Michail (* 1996), zyprisch-griechischer Tennisspieler